# Krimpenerwaard
Krimpenerwaard – gmina prowincji Holandia Południowa od 1 stycznia 2015 utworzona z gmin Nederlek, Ouderkerk, Vlist, Bergambacht i Schoonhoven.

## Miejscowości
Ammerstol, Bergambacht, Berkenwoude, Gouderak, Haastrecht, Krimpen aan de Lek, Lageweg, Lekkerkerk, Opperduit, Ouderkerk aan den IJssel, Schoonhoven, Schuwacht, Stolwijk, Vlist i Willige Langerak